# Verrières-en-Anjou
Verrières-en-Anjou község Franciaország Loire mente régiójában, Maine-et-Loire megyében. Új községként 2016. január 1-jén jött létre Saint-Sylvain-d’Anjou és Pellouailles-les-Vignes korábbi községek egyesítésével. 
Az egyesüléskor az új község lélekszáma 7276 fő lett. Lakosainak száma 7946 fő (2022. január 1.).

## Népesség
| Lakosok száma | 7153 | 7365 | 7520 | 7534 | 7775 | 7946 |
|               | 2017 | 2018 | 2019 | 2020 | 2021 | 2022 |